# Ciste Dhubh
Ciste Dhubh är ett berg i Storbritannien.   Det ligger i kommunen Highland och riksdelen Skottland, i den nordvästra delen av landet, 700 km nordväst om huvudstaden London. Toppen på Ciste Dhubh är 979 meter över havet, eller 390 meter över den omgivande terrängen. Bredden vid basen är 2,9 km.
Terrängen runt Ciste Dhubh är huvudsakligen kuperad, men västerut är den bergig. Trakten runt Ciste Dhubh är nära nog obefolkad, med mindre än två invånare per kvadratkilometer. Trakten runt Ciste Dhubh består i huvudsak av gräsmarker.